# 弗雷德里克·安德森 (商人)
弗雷德里克·安德森（Frederick Anderson，1855年11月17日—1940年1月5日），苏格兰的足球运动员、商人。他曾担任上海公共租界工部局總董。

## 生平
安德森出生于苏格兰，曾就讀於格拉斯哥学院。
安德森作為足球運動員曾效力於克莱兹代尔以及女王公园足球俱乐部，司職前锋，1874年，蘇格蘭足球代表隊与英格蘭足球代表隊踢了一場熱身賽，那場比賽蘇格蘭足球代表隊的第一个进球就是由安德森踢進去的。 他还於同年参加了首場苏格兰杯决赛，那場比賽他所效力的克莱兹代以0-2不敵他的前东家女王公园足球俱乐部。
1880年代初，安德森移居上海，並且入職義記洋行（Messrs Holliday, Wise & Co）。1890年初，他又跳槽到公茂洋行（Messrs Ilbert & Co），1909年成为公司的主要合伙人。 
1892年至1897年期間，弗雷德里克·安德森出任上海公共租界工部局的董事。他後來還兩度出任上海公共租界工部局的總董。他还是英国中国协会上海分會的主席。
1909年，安德森离开上海回到伦敦。

## 家庭
1896年6月4日，安德森与海军上将T. Le Hunte Ward CB的女儿Sophia Louisa Le Hunte Ward结婚。他们育有两个孩子。